# Karel Hora (voják)
Karel Hora (2. prosince 1908 Jokohama – 8. srpna 1989 Ajaccio) byl major československé armády a jeden z významných a oceňovaných Čechů, sloužících ve francouzské cizinecké legii; v ní bojoval během druhé světové války ve Francii a Německu, poté až do začátku 60. let 20. století v Indočíně, Koreji a Alžírsku.

## Životopis

### Mládí

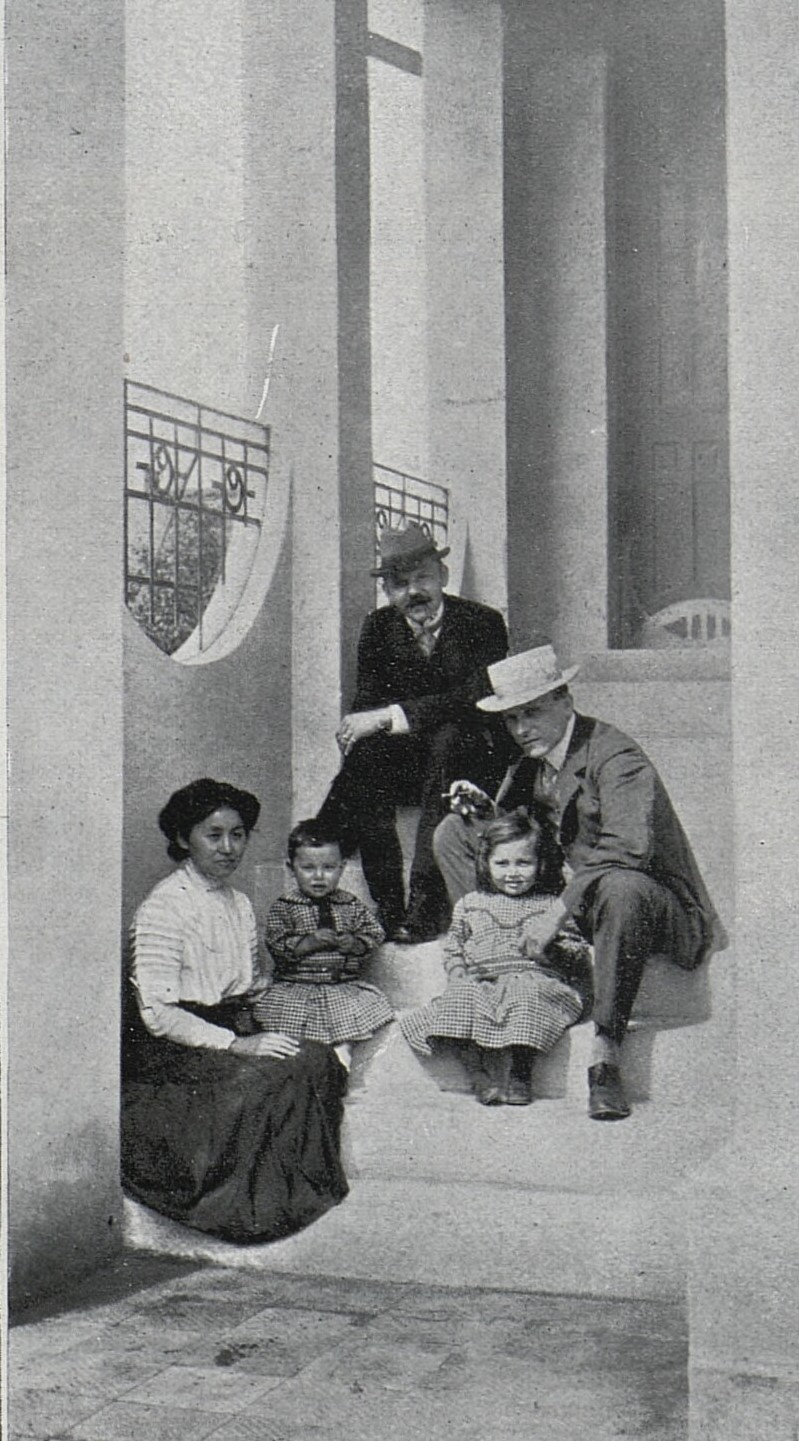
Rodina Horových s Aloisem Svojsíkem v Poděbradech (1910)

Narodil se v Jokohamě českému otci Karlovi Janu Horovi a japonské matce Fuku Takemoto. Roku 1913 se rodina přestěhovala do francouzské koncesní čtvrti v Šanghaji. Zde ho otec zapsal do školy Kaiser Wilhelm Schule, ale ta ho příliš nebavila, radši si venku s kamarády hrál na vojáky. V létě roku 1917 byla rodina vypovězena ze Šanghaje a přestěhovala se do New Yorku. V listopadu roku 1917 se přes Švédsko, Dánsko a Německo dostali do Čech, do Poděbrad, kde se zabydleli. Otec neustále v rámci povolání cestoval (Evropa, Dálný východ,…) a tak výchovu měla na starosti matka. Ta ho poslala do reálky v Praze, kde však kvůli chování dlouho nepobyl. Pak studoval reálku v Nymburku, kde se setkal se svým budoucím kamarádem Václavem Kordou, pozdějším plukovníkem RAF a velitelem 311. československé bombardovací perutě v Británii. Karel se neúspěšně pokoušel o hereckou kariéru ve společnosti UFA v Berlíně. Po zklamání odešel do Rotterdamu, kde se neúspěšně pokusil nalodit na loď do USA. Při razii policie byl zatčen a na žádost československého konzulátu odeslán zpět do Poděbrad. Roku 1929 nastoupil vojenskou službu a byl převelen k 45. pěšímu pluku v Chustu na Podkarpatské Rusi. V říjnu 1929 byl poslán do školy záložních důstojníků v Košicích, kde si, tentokrát s úspěchem, složil maturitu. Vojenskou službu ukončil v hodnosti podporučíka.

### Pobyt v Ekvádoru
Po neúspěšném studiu na vysoké škole obchodní v Praze si „vypůjčil“ pár matčiných šperků, které prodal a za peníze se dostal až do Monte Carla, kde je obratem prohrál. Otec ho za trest na své náklady poslal do Ekvádoru na „zkušenou“. Zde nejdříve pracoval v Guayaquil jako pomocný chemik v koželužně, později se vydal se dvěma přáteli do amazonské džungle v oblasti Esmeraldas, kde lovil zvířata pro jejich kůže, pokoušel se hledat zlato a byl i „léčitelem“ zdejšího kmene Cayapas. Po vyčerpávajícím pobytu se vrátil do Esmeraldas, napůl slepý kvůli bahenní zimnici, kterou prodělal. Po nějaké době se zde oženil a narodila se mu dcera Jarmila. Později se stal zástupcem československých firem na výrobu broušeného skla, porcelánu, keramiky, bižuterie a knoflíků pro Ekvádor. Zprostředkovával rovněž prodej zbraní československé výroby.

### Druhá světová válka
Roku 1936 odjel přes Německo zpět do Čech, kde navázal mnoho obchodních kontaktů a po návratu do Ekvádoru si otevřel v Guayaquil obchod Praga s československým zbožím. Ten rychle vzkvétal, než v říjnu 1938 vyhořel. Karel Hora dal sbohem své rodině a odjel domů. Po zjištění, že Hitler obsadil zbytek jeho vlasti, vystoupil z lodi již v Marseille a dobrovolně vstoupil do Cizinecké legie, se kterou absolvoval počáteční boje ve Francii, kde, při záchraně svého velitele, přišel o dva prsty a půl dlaně na pravé ruce.
Německé vítězství ho zastihlo v lazaretu v Epinalu, ze kterého se mu úspěšně podařilo utéci přes Pyreneje do Španělska. Tam byl chycen policií, mučen a transportován do vězení z podezření z účasti v občanské válce ve Španělsku v řadách interbrigád. Po útěku z transportu byl zajat znova a poslán do koncentračního tábora Miranda del Ebro na severu Španělska. Roku 1943 byl propuštěn. Dostal se do Anglie, ale nebyl přijat do československých jednotek, kvůli svému zranění ruky s vysvětlením: „Jste invalida neschopný boje.“, a tak se přihlásil do jednotek Svobodných Francouzů, kde byl přijat ve své původní hodnosti podporučíka. Po krátké době byl odeslán do Alžírska. V únoru 1944 se dobrovolně přihlásil ke speciálnímu výcviku v Anglii, který úspěšně absolvoval. Dne 12. srpna 1944 seskočil na území Francie, spojil se s místními partyzány a dále vedl partyzánský a místy i otevřený boj proti Němcům. Po připojení k americkým vojskům pokračoval směr Německo, kde se účastnil konečných bojů. Za tyto akce byl roku 1944 dekorován rytířem Čestné legie. Po kapitulaci Německa se vrátil za matkou do Poděbrad.

### Život po válce
Po válce štábní kapitán Hora úspěšně absolvoval vysokou válečnou školu v Praze a École militaire v Paříži. Po studiích nastoupil jako profesor taktiky výsadkového boje na vysoké válečné škole v Praze. Po únorovém převratu byl donucen odejít z této školy a byla mu generálem Reicinem nabídnuta spolupráce s OBZ – vojenskou rozvědkou. Hora odmítl, odeslal svou druhou ženu Claudette, původem Francouzku, do Paříže a později přešel ilegálně hranice do západního Německa. Tam byl držen v táboře v německém Oberurselu. Zde byl vyslýchán pro podezření ze špionáže. Po krátké době byl propuštěn, odjel do Paříže a 9. srpna 1948 se mu narodil syn Denis. Život v civilu mu však nevyhovoval a tak roku 1948 již podruhé vstoupil do Cizinecké legie. Dne 23. března 1949 odjel znovu do akce, tentokrát do Indočíny, odkud byl po více než roce odvelen zpět do Francie. Roku 1952 dobrovolně odjel do korejské války, odkud se definitivně vrátil 15. května 1954. Za hrdinství v Indočíně i Koreji byl roku 1955 jmenován důstojníkem Čestné legie. Mezi léty 1954 až 1961 úspěšně bojoval v Alžírsku. Potom, co Francie opustila Alžírsko, se zapletl do převratu organizace OAS, která usilovala o Alžírsko nadále francouzské. Krátce před propuštěním byl povýšen na majora Cizinecké legie. Dne 22. května 1961 dobrovolně a definitivně odešel z legie, zklamán z dění v Alžírsku.
Kvůli jeho zapletení s OAS, které bylo ve Francii ilegální organizací, vystřídal hodně pracovních míst. Nikde se zpočátku na dlouho neuchytil s vysvětlením, že v jejich podniku nechtějí žádné politické aktivisty. Později se uchytil ve firmě, vyrábějící lepidla a těsnění a zbytek svého života dožil již v poklidu. Zemřel roku 1989 a je pohřben v Památníku legie v Pouylobier[kde?].

## Vyznamenání
- Řád čestné legie, IV. třída – důstojník (Francie)
- Stříbrná hvězda (Spojené státy americké)
- Vojenský kříž (Velká Británie)
- Válečný kříž 1939–1945 (Francie)
- Čs. válečný kříž 1939